# Beowulf (film 2007)
Beowulf – film fantastyczno-przygodowy z roku 2007 wykonany w technologii motion capture, w reżyserii Roberta Zemeckisa. Fabuła filmu jest luźno oparta na epickim poemacie staroangielskim pt. Beowulf.

## Opis fabuły
Bohaterem filmu jest tytułowy Beowulf, który przybywa do Danii, aby zabić pustoszącego krainę potwora Grendela. Pokonuje go i po samobójczej śmierci króla Hrothgara sam zasiada na tronie. Zawiera pakt z demonicą, która była matką Grendela, i zapewnia sobie oraz swojej krainie spokój i bezpieczeństwo. Jednak po wielu latach rządów Beowulfa w kraju pojawia się smok niszczący okolicę. Królowi udaje się go pokonać, ale sam ginie podczas walki z potworem.
Na podstawie scenariusza tego filmu (autorstwa Neila Gaimana i Rogera Avary’ego) Caitlín R. Kiernan napisała powieść pod tym samym tytułem, wyjaśniającą wiele kwestii nieprzedstawionych na ekranie. Książka ukazała się w Polsce w 2007 r. nakładem wydawnictwa Prószyński i S-ka.